# Шаясте, Кайс
Кайс Шаясте́ (22 марта 1988 года; Кабул, Демократическая Республика Афганистан) — афганский и нидерландский футболист. Играет на позиции полузащитника. В период 2011—2017 годов выступал за национальную сборную Афганистана. С 2021 года также выступает за нидерландский клуб «Турбантия». Младший брат Кайса — Файсал, также является футболистом и игроком сборной Афганистана, а также её капитаном.

## Биография и карьера
Кайс Шаясте родился 22 марта 1988 года в столице Демократической Республики Афганистан — Кабуле. В детстве Кайс с семьей переехали в Нидерланды. Обучался футболу и играл в молодёжной команде нидерландского «Твенте». Позднее играл за молодёжную команду другого нидерландского клуба — «Хераклес». В 2008 году начал профессиональную карьеру в составе этого же клуба. Выступал за различные нидерландские клубы, которые участвуют в различных по уровню лигах страны.
С 2010 года Файсал Шаясте также периодически выступает за сборную Афганистана. По состоянию на май 2015 года сыграл за сборную 5 матчей.